# Teoria della mente
La teoria della mente (spesso abbreviata in "ToM", dall'inglese Theory of Mind) è la capacità di attribuire stati mentali - credenze, intenzioni, desideri, emozioni, conoscenze - a se stessi e agli altri, e la capacità di comprendere che gli altri hanno stati mentali diversi dai propri. La teoria della mente, formulata nel 1978 da David Premack e Guy Woodruff, è fondamentale in ogni interazione sociale e serve ad analizzare, giudicare e comprendere il comportamento degli altri.
La teoria della mente è una teoria nel senso che la presenza della mente propria e altrui può essere inferita soltanto attraverso l'introspezione, e attraverso la congettura che gli altri, avendo atteggiamenti e comportamenti simili ai nostri, abbiano anche stati mentali propri. In questo senso, ogni individuo possiede una propria teoria della mente, e alcune condizioni come l'autismo e la schizofrenia sono state interpretate come un deficit specifico di questa abilità.

## Modelli teorici
I principali modelli teorici che tentano di spiegare l'origine e lo sviluppo della teoria della mente sono i seguenti:

### Teoria della teoria
Secondo la "teoria della teoria" (theory-theory), i bambini sono naturalmente portati a costruire teorie per spiegare le loro osservazioni. Come gli adulti, anche i bambini cercano spiegazioni per comprendere l'ambiente che li circonda, e nel farlo traggono spunto sia dalle loro esperienze dirette che dall'osservazione di ciò che fanno gli altri. Attraverso la loro crescita e sviluppo, i bambini continueranno a formare teorie intuitive, rivisitandole e modificandole man mano che si imbattono in nuovi risultati e osservazioni, non diversamente da quello che fanno gli scienziati. La progressione delle teorie intuitive dei bambini riguarderebbe il mondo fisico e biologico, i comportamenti sociali, e i pensieri e le menti altrui, ovvero la teoria della mente.

### Teoria della simulazione
La teoria della simulazione sostiene che gli esseri umani danno un senso al comportamento degli altri simulandone mentalmente le azioni, ovvero attivando processi mentali che, se messi in pratica, produrrebbero un comportamento simile. Ciò include il comportamento intenzionale e l'espressione delle emozioni. La teoria afferma che i bambini usano le proprie emozioni per prevedere ciò che gli altri faranno, in altre parole, proiettando i propri stati mentali sugli altri.
La teoria della simulazione prevede che le persone capiscano gli altri attraverso una sorta di risposta empatica. Tale teoria si basa sia su una riflessione filosofica che su dati neurobiologici, in particolare sulla scoperta dei neuroni specchio

### Teoria modulare
I fautori della teoria modulare spiegano la teoria della mente alla luce della teoria della mente modulare di Jerry Fodor. Secondo quest'ipotesi esisterebbe nella mente umana un modulo specifico e geneticamente determinato, deputato a sviluppare l'abilità di comprendere la mente propria e altrui (ToM module), che avrebbe però bisogno dell'interazione con l'ambiente sociale per svilupparsi appieno.

## Sviluppo
Lo studio di quali animali siano in grado di attribuire stati mentali agli altri, così come lo sviluppo di questa capacità nell'ontogenesi e nella filogenesi umane, ha identificato diversi precursori comportamentali alla teoria della mente. La comprensione dell'attenzione, la comprensione delle intenzioni altrui e l'imitazione di altre persone sono i comportamenti distintivi di una teoria della mente che può essere osservata all'inizio dello sviluppo, e i precursori di quella che in seguito diventerà la teoria della mente nell'adulto. In studi con animali non umani e esseri umani pre-verbali, in particolare, i ricercatori osservano preferenzialmente questi comportamenti per fare inferenze sul livello di sviluppo della mente.

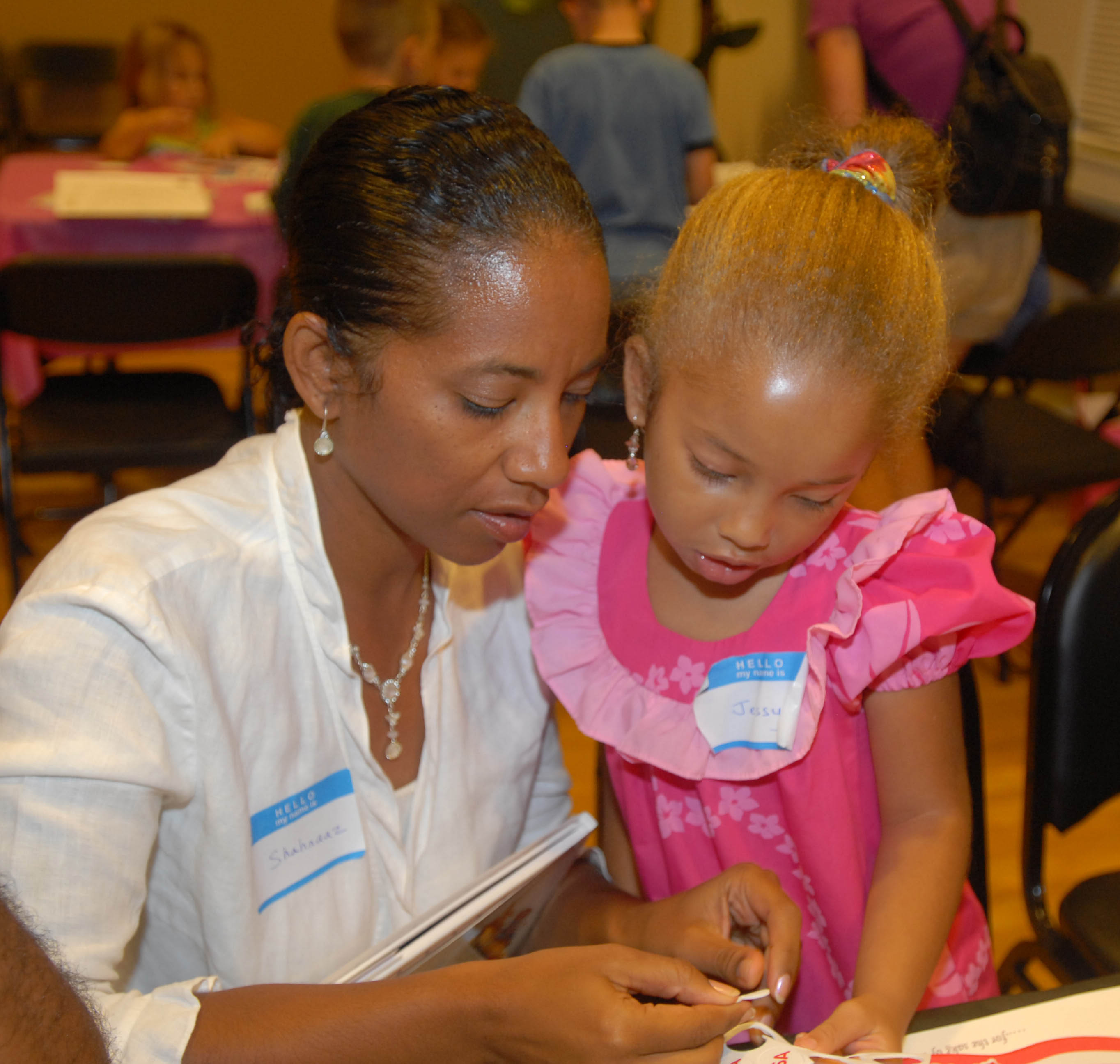
L'attenzione congiunta è uno dei "precursori critici" della teoria della mente

Simon Baron-Cohen ha identificato la comprensione dell'attenzione congiunta, un'abilità sociale riscontrata tra i 7 e i 9 mesi di età, come "precursore critico" dello sviluppo della teoria della mente. Comprendere l'attenzione congiunta implica capire che l'atto di guardare in una direzione può essere diretto in modo selettivo, che l'altro valuta l'oggetto visto come "di interesse" e che l'atto di osservare può indurre delle credenze sull'oggetto osservato. L'attenzione può essere richiamata e resa condivisa dall'atto di indicare, un comportamento che richiede di tenere conto dello stato mentale dell'altra persona, in particolare se essa noti l'oggetto o se lo trovi a sua volta di interesse. Baron-Cohen ipotizza che l'inclinazione a riferirsi spontaneamente a un oggetto come interessante (puntamento protodichiarativo) e ad apprezzare allo stesso modo l'attenzione diretta da un altro, possa essere il motore alla base di tutta la comunicazione umana ed animale.
La comprensione delle intenzioni altrui è un altro precursore critico per la comprensione della mente, perché l'intenzionalità è una caratteristica fondamentale degli stati mentali. Daniel Dennett definisce la "posizione intenzionale" (intentional stance) come la comprensione che le azioni degli altri sono dirette verso l'obiettivo e derivano da particolari credenze o desideri. I bambini di 2-3 anni sono in grado di discriminare se lo sperimentatore ha svolto la stessa azione volontariamente o accidentalmente, e i bambini di 18 mesi sono in grado di eseguire manipolazioni mirate che gli sperimentatori adulti hanno tentato e fallito, suggerendo che i bambini abbiano la capacità di rappresentarsi il comportamento manipolatorio degli adulti come implicante obiettivi e intenzioni.
Alcune ricerche in psicologia dello sviluppo suggeriscono che la capacità del bambino di imitare gli altri si trova all'origine sia della teoria della mente sia di altre conquiste socio-cognitive come l'assunzione di prospettiva e l'empatia. Secondo Meltzoff, la comprensione innata del bambino che gli altri sono "come me", gli permette di riconoscere l'equivalenza tra gli stati fisici e mentali apparenti negli altri e quelli percepiti dal sé. Ad esempio, il bambino usa le proprie esperienze, orientando la testa e gli occhi verso un oggetto di interesse, per capire i movimenti di chi, a sua volta si rivolge verso un oggetto, intuendo che generalmente si tratterà di un oggetto di interesse o di significato.
Anche se la maggior parte delle ricerche sull'argomento ha per oggetto i bambini, la teoria della mente si sviluppa in modo continuo durante l'infanzia e nella tarda adolescenza, parallelamente allo sviluppo delle sinapsi nella corteccia prefrontale, che è l'area del cervello coinvolta nella pianificazione delle azioni e nei processi decisionali. I bambini sembrano sviluppare la teoria della mente in modo sequenziale: la prima abilità a svilupparsi è la capacità di riconoscere che gli altri hanno desideri diversi. I bambini sono in grado di riconoscere che altri hanno credenze diverse subito dopo. La successiva abilità che si sviluppa è la capacità di riconoscere che gli altri hanno accesso a diverse conoscenze. Infine, i bambini sono in grado di capire che gli altri possono avere false credenze e che sono capaci di nascondere le emozioni. Sebbene questa sequenza rappresenti la tendenza generale all'acquisizione di competenze, sembra che si ponga maggiore enfasi su alcune abilità in determinate culture, portando a sviluppare competenze più preziose prima di quelle che non sono considerate importanti. Ad esempio, nelle culture individualistiche come quella degli Stati Uniti, una maggiore enfasi viene posta sulla capacità di riconoscere che gli altri hanno opinioni e credenze diverse. In una cultura collettivistica, come la Cina, questa abilità potrebbe non essere così importante e quindi svilupparsi più tardi.

## Meccanismi cerebrali
Studi di neuroimaging hanno individuato specifiche regioni del cervello impegnate durante i compiti che presuppongono il possesso di una teoria della mente. La ricerca tramite la PET, utilizzando compiti di comprensione verbale e pittorica di una storia, ha identificato un insieme di regioni cerebrali tra cui la corteccia prefrontale mediale (mPFC) e l'area intorno al solco temporale superiore (pSTS), e talvolta la corteccia del precuneo, l'amigdala e la corteccia temporopolare.
Gli studi del laboratorio di Rebecca Saxe al MIT, utilizzando un compito di falsa credenza, hanno trovato un'attivazione molto coerente nella mPFC, nel precuneo e nella giunzione temporo-parietale (TPJ), lateralizzata a destra. In particolare, è stato proposto che la rTPJ sia selettivamente coinvolta nel rappresentare le credenze degli altri. Tuttavia esiste un certo dibattito su questa conclusione, poiché alcuni scienziati hanno notato che la stessa regione viene attivata durante il riorientamento spaziale dell'attenzione visiva. Jean Decety dell'Università di Chicago e Jason Mitchell di Harvard hanno quindi proposto che la rTPJ svolga una funzione più generale implicata nella comprensione della falsa credenza e nel riorientamento attenzionale, piuttosto che in un meccanismo specializzato per la cognizione sociale. Tuttavia, è possibile che l'osservazione di regioni sovrapposte per la rappresentazione delle credenze e il riorientamento attenzionale possa essere semplicemente dovuta a popolazioni neuronali adiacenti, ma distinte, che codificano per ciascuna abilità.
Le evidenze neuropsicologiche forniscono supporto ai risultati di neuroimaging riguardanti le basi neurali della teoria della mente. Studi con pazienti affetti da una lesione dei lobi frontali e la giunzione temporo-parietale del cervello mostrano che essi hanno difficoltà con alcuni compiti implicanti la ToM. Ciò dimostra che tale competenza è associata a parti specifiche del cervello umano. Tuttavia, il fatto che la corteccia prefrontale mediale e la giunzione temporoparietale siano necessarie per compiti di teoria della mente non implica che queste regioni siano specifiche per quella funzione, poiché la TPJ e la mPFC potrebbero essere deputate a svolgere funzioni più generali, ma necessarie per l'utilizzo della teoria della mente.
Le ricerche di Vittorio Gallese, Luciano Fadiga e Giacomo Rizzolatti all'Università di Parma hanno mostrato che alcuni neuroni sensomotori, che vengono definiti neuroni specchio, scoperti nella corteccia premotoria delle scimmie rhesus, possono essere coinvolti nella comprensione delle azioni. La registrazione mediante singoli elettrodi ha rivelato che questi neuroni scaricavano quando una scimmia eseguiva un'azione, così come quando la scimmia vedeva un altro agente svolgere lo stesso compito. Allo stesso modo, gli studi di risonanza magnetica con partecipanti umani hanno mostrato regioni cerebrali (presumibilmente contenenti neuroni specchio) che sono attive quando una persona vede un'azione diretta a uno scopo di un'altra persona. Questi dati hanno portato alcuni autori a suggerire che i neuroni specchio possono fornire la base per la teoria della mente nel cervello, e supportare la teoria della simulazione della lettura della mente (vedi sopra). 
Esistono però anche prove contrarie al legame tra i neuroni specchio e la teoria della mente. In primo luogo, le scimmie macaco hanno i neuroni specchio, ma non sembrano avere una capacità "umana" di comprendere la teoria della mente. In secondo luogo, gli studi con la fMRI sulla teoria della mente riportano tipicamente l'attivazione nella mPFC, nei poli temporali, nella TPJ e nel pSTS, ma queste aree del cervello non fanno parte del sistema dei neuroni specchio. Alcuni ricercatori, come lo psicologo dello sviluppo Andrew Meltzoff e il neuroscienziato Jean Decety, ritengono che i neuroni specchio facilitino semplicemente l'apprendimento tramite l'imitazione e possano fornire un precursore allo sviluppo della teoria della mente. Altri, come il filosofo Shaun Gallagher, suggeriscono che l'attivazione dei neuroni specchio, per una serie di ragioni, non riesca a soddisfare la definizione di simulazione proposta dalla teoria della simulazione.

## Teoria della mente e autismo
Il disturbo dello spettro autistico è un disturbo pervasivo complesso dello sviluppo neurologico, che presenta una grande eterogeneità rispetto alla sintomatologia e ai tratti e di cui ancora non si conosce un'eziologia precisa. Le difficoltà sperimentate dalla singola persona (di qualsiasi età) variano a seconda che vi sia co-concorrenza con deficit cognitivi e/o disabilità fisiche, mentali o sociali, o con altri disturbi (come i disturbi dell'apprendimento). Ma in generale possiamo dire che le persone con autismo manifestano le difficoltà maggiori in tre domini: interazione sociale, comunicazione verbale e non verbale, e modelli di comportamento.
A causa di questa complessità, esiste una necessità di interpretare e comprendere i meccanismi del disturbo. Sono state proposte varie teorie, tuttavia la più importante, o meglio, quella maggiormente presa in considerazione, è la Teoria della Mente (ToM). Infatti, sebbene la ToM non sia sufficiente come spiegazione esclusiva per le caratteristiche delle persone con autismo, la sua influenza sulle abilità cognitive, sociali e comunicative è fondamentale: gli individui con ASD presentano difficoltà proprio nel ragionamento e nella comprensione delle intenzioni, delle emozioni e delle credenze altrui, che sono alla base delle interazioni sociali e di una comunicazione efficiente. Questo spiegherebbe la presenza di deficit di tipo sociale, comportamentale e comunicativo e ci permette di inquadrare il disturbo in un’ottica di scarsa o mancante Teoria della Mente. Più precisamente si può parlare di un'acquisizione ritardata o incompleta di tale abilità.
È vero infatti che tra gli individui con questi disturbi esistono sempre delle differenze individuali per quanto riguarda l'acquisizione della ToM. Ad esempio: gli individui con ASD mostrano generalmente difficoltà significative nel riconoscimento delle emozioni essenziali, quando si devono basare esclusivamente sulle informazioni acquisite dallo sguardo degli altri; tuttavia, gli individui ad alto funzionamento sono invece in grado di interpretare gli stati mentali basandosi esclusivamente sulle espressioni facciali.
In generale, i bambini con ASD che ottengono punteggi migliori nei compiti di ToM sono considerati meglio integrati socialmente rispetto ai loro coetanei ASD che falliscono in quei compiti. Nonostante questo, però, la pratica delle abilità di ToM nella vita quotidiana è spesso ridotta ed è quindi evidente che, nonostante la capacità di alcuni bambini con ASD di generare pensieri, credenze e intenzioni nei compiti di ToM, gli stessi non sono in grado di implementare queste abilità in situazioni sociali. La spontaneità in relazione agli stimoli di ToM e ai reciproci segnali socio-psicologici è totalmente assente, anche nel caso di autismo ad alto funzionamento.

### I contributi delle teorie classiche
Dalla Cognitive Development Unit (CDU) di Londra provengono Uta Frith, Simon Baron-Cohen, Alan Leslie e, in parte, Luca Surian, i quali parlano di mindblindness, di opacità referenziale  e di psicoagnosia, ripresi in Italia da Luigia Camaioni, come ipotesi esplicativa dell'autismo. Tale patologia consisterebbe in un deficit semantico specifico per la categoria degli stati mentali, ossia in una carenza nelle capacità metarappresentative di "rappresentarsi le rappresentazioni".
L'ipotesi si basa sull'assunto che esista nella mente umana un modulo specializzato nel produrre "rappresentazioni di stati mentali", come credere, conoscere e fare finta. L'input di questo modulo sarebbe costituito da rappresentazioni primarie prodotte da altri moduli, che codificano stati di fatto in modo letterale. Il suo output, l'informazione in uscita, è costituito da rappresentazioni secondarie chiamate "metarappresentazioni". 
La metarappresentazione è una particolare struttura di dati che codifica l'atteggiamento di un agente nei confronti di una proposizione. Per agente si intende una persona che di fronte a una proposizione (significato di una frase) le attribuisce un determinato significato, come sperare, credere, pensare, conoscere, avere intenzione, far finta. La mancanza di adeguate capacità comunicative negli individui autistici deriverebbero, secondo la teoria della mente, dall'incapacità di formulare a livello mentale delle metarappresentazioni. 
Le conferme sperimentali del deficit metarappresentativo sono state ottenute studiando le capacità di formulare false credenze in bambini autistici. L'ipotesi risale ad un'iniziativa di Alan Leslie di considerare il gioco di finzione, che compare ben presto nelle prestazioni dei bambini, come se fosse basato su un meccanismo cognitivo che permette di immagazzinare separatamente gli eventi tangibili (reali e fisici) da quelli mentali (di finzione).
Visto che nei bambini autistici il gioco di finzione appariva molto più povero, Leslie e Frith indagarono la possibilità dell'esistenza di una reale incapacità dei bambini con autismo di registrare gli stati mentali separatamente da quelli fisici. Da questa ricerca è nato il test della falsa credenza.
Su questa base molti studiosi sostengono che il deficit metarappresentativo nei bambini con autismo potrebbe essere ricondotto al funzionamento anomalo del meccanismo specializzato nell'acquisizione della teoria della mente. 
A questa spiegazione di tipo modularista è stata contrapposta una teoria costruttivista, secondo cui lo sviluppo della teoria della mente è dovuto a capacità generali di costruzione e revisione teorica (teoria della teoria, vedi sopra). Secondo questo modello, i bambini con autismo soffrirebbero non già del malfunzionamento di un meccanismo di acquisizione, ma della mancanza di un'adeguata base di conoscenze innate e di principi astratti di ragionamento. Fra questi - per esempio - il principio secondo cui gli altri sono uguali a noi. 
Per comprendere la differenza fra questi due approcci dobbiamo tener conto che nella proposta modularista di Leslie si presume l'esistenza di un meccanismo specializzato di elaborazione ed acquisizione di informazioni; nella proposta costruttivista di Alison Gopnike Andrew N. Meltzoff viene invece ipotizzata una base di conoscenza innata, che si arricchisce e viene in parte radicalmente cambiata nel corso dello sviluppo, grazie ai processi di invenzione e revisione delle conoscenze teoriche.

### Sviluppi teorici più recenti
Negli ultimi anni molti autori si sono concentrati su aspetti diversi del disturbo, nel tentativo di studiare l’origine dei deficit socio cognitivi. Sono state sviluppate diverse teorie, alcune delle quali si integrano più o meno bene con le teorie classiche, altre invece cercano di dare una spiegazione alternativa.
Ad esempio, Jones C. e colleghi hanno indagato l’associazione tra Funzioni Esecutive (EF) e abilità di mentalizzazione tradizionalmente deputate alla ToM. È stato proposto che le EF, in particolare il monitoraggio delle azioni e l'agire con volontà, siano prerequisiti per l'autoconsapevolezza e quindi per la mentalizzazione. Successivamente è stato ipotizzato che le EF alterate limitino la capacità degli individui con ASD di riflettere sugli stati mentali propri e degli altri. Questa posizione è stata rafforzata dall'evidenza che la capacità precoce dell'EF predice la successiva competenza nella ToM nei bambini con ASD. Nello studio di Jones e colleghi si è scoperto che la capacità di ToM era associata sia ai sintomi della comunicazione sociale che ai comportamenti ristretti e ripetitivi (RRB). L'EF era un correlato di ToM ma non aveva un'associazione diretta con l'espressione dei sintomi riferita dai genitori. I dati suggeriscono che le difficoltà di comunicazione sociale e la presenza di comportamenti ristretti e ripetitivi erano correlati alle difficoltà nella mentalizzazione (ToM). Al contrario, questi comportamenti non erano associati alle capacità di pensiero generale coinvolte nella pianificazione e nell'esecuzione dei compiti (EF).
Burnside K. e colleghi, come altri, hanno invece tentato di fornire un maggiore supporto alla teoria della Motivazione Sociale. Come descritto da Chevallier e colleghi, la motivazione sociale è “un insieme di disposizioni psicologiche e meccanismi biologici che spingono l'individuo ad orientarsi preferenzialmente al mondo sociale (orientamento sociale), a cercare e trarre piacere nelle interazioni sociali (ricompensa sociale), e a lavorare per promuovere e mantenere i legami sociali (mantenimento sociale)”. Secondo questa teoria dunque, i deficit tipici degli ASD sono interpretati come risultati di una scarsa o quasi assente attenzione cognitiva agli stimoli di natura sociale. Nello studio di Burnside e colleghi la variabile Motivazione Sociale è stata calcolata con misure oggettive (compiti di orientamento sociale, compiti di preferenza del volto) e si è misurata la correlazione con i punteggi ai compiti di ToM: si è visto che i bambini con ASD ottenevano punteggi più bassi in entrambi gli ambiti rispetto ai loro coetanei neurotipici, ma una correlazione tra Motivazione Sociale e ToM è stata trovata solo nei bambini a sviluppo tipico, dando un supporto solo parziale alla teoria.

### Aspetti neurofisiologici
Negli ultimi anni, l’attività di ricerca sulla ToM nei ASD ha dedicato ampio spazio ai processi neurofisiologici correlati alla ToM, evidenziando l’atipicità dell’attività neurale che caratterizza i soggetti ASD durante lo svolgimento di compiti che implicano il ragionamento ToM.
Misurazioni effettuate tramite magnetoencefalografia (MEG) hanno evidenziato che, durante l'elaborazione della falsa credenza, i soggetti con ASD ad alto funzionamento mostrano un’attivazione ridotta della giunzione temporo-parietale laterale (LTPJ) rispetto ai soggetti con sviluppo tipico (TD). Tuttavia, contemporaneamente a tale ipo-attivazione, negli stessi soggetti con ASD si è registrata anche un’attività aumentata del giro frontale inferiore destro, deputato al controllo inibitorio. Ciò suggerisce che nei soggetti ASD si attiva un atipico sistema neurofisiologico compensatorio, tale per cui gli individui con questo disturbo compensano l’attivazione ridotta della giunzione temporo-parietale laterale con un’attività aumentata del giro frontale inferiore destro.
Peraltro, studi condotti tramite rilevazioni elettrofisiologiche hanno evidenziato che il ragionamento ToM è correlato ad un’attività cerebrale ad onde lente da 300 ms a 1500 ms dopo la presentazione dello stimolo, associata a due potenziali evento-correlati (ERP): una componente lento positiva (LPC) e onda tardivo positiva (LSW). Libsack e colleghi hanno osservato che LPC è correlata negativamente alla gravità dei sintomi ASD e positivamente all’accuratezza comportamentale dell’attività ToM. Quindi, LPC media la relazione inversamente proporzionale tra i due fattori, fornendo una spiegazione dell'eterogeneità delle prestazioni di ToM nei soggetti con ASD poiché, sebbene i deficit ToM siano frequenti in tali soggetti, non tutti gli individui con questo disturbo sperimentano alla stessa misura i deficit ToM.
Negli ultimi anni, ha ricevuto molte attenzioni la teoria dei “neuroni specchio rotti”, la quale ipotizza che il funzionamento deficitario di tali cellule spieghi l’attenuazione della ToM nei soggetti con ASD. A tal proposito, una ricerca condotta attraverso la misurazione della soppressione mu (ovvero un tipo di ritmo descritto come la banda di frequenza 8-13 Hz rilevato tramite l’EEG che fornisce un’indicazione sul livello di attivazione neurale), evidenziano che, durante un compito di mentalizzazione, si registra un livello inferiore di attivazione neurale nell’emisfero destro dei partecipanti con elevati tratti autistici. Questa osservazione elettrofisiologica denota una correlazione tra gravità dei sintomi ASD e ipo-attivazione dei neuroni specchio nell’emisfero destro.  Inoltre, si ipotizza che l’attivazione ridotta dei neuroni specchio sia correlata al processo di decodifica delle intenzioni sottostanti le azioni. Tuttavia, i risultati della ricerca condotta sono contraddittori e talvolta discrepanti. D'altro canto, l'eterogeneità dei risultati ricavati può essere ricondotta all’ampia variazione della sintomatologia fenotipica ASD.

### Trattamenti
Per affrontare i deficit sociali nei soggetti con ASD sono stati sviluppati diversi training della ToM. Holopainene et al. mediante un’osservazione strutturata hanno indagato gli effetti del training della ToM sulla reattività empatica dei bambini con ASD. L’intervento includeva 8 sessioni settimanali di un'ora ciascuna, strutturate con discussione, esercizi, resoconto dell'incontro per i genitori, presentazione di un nuovo compito. Inoltre le sessioni erano focalizzate su argomenti relativi alla ToM, come il riconoscimento delle emozioni, la finzione, la falsa credenza, l'umorismo.  Le osservazioni strutturate sulla reattività empatica consistevano in situazioni in cui lo sperimentatore esprimeva eccitazione o sorpresa analogamente a situazioni naturali e venivano poste tra compiti facenti parte di una batteria di test psicologici. Le diverse reazioni sono state registrate e suddivise sulla base di un continuum che andava da “risposta empatica” a “nessuna risposta”. Analisi post hoc hanno indicato che i partecipanti sottoposti all’intervento hanno mostrato un aumento significativo della risposta empatica.
Altre traiettorie di ricerca rispetto al potenziamento della ToM nei bambini con ASD, offrono un pacchetto di interventi basati sull’evidenza (EBI) formato da Readers Theatre, Story Mapping e Video Self-Modeling.
Nel Readers Theatre e Story Mapping sono state proposte strategie che possono migliorare la comprensione semantica di un testo, fornendo pratiche strutturate rispettivamente nell'assunzione di prospettiva, nell'organizzazione visiva e nel collegamento delle informazioni nella storia.
Più precisamente, nel Readers Theatre si svolge un'attività interpretativa in cui i partecipanti leggono un copione, in preparazione di una performance di lettura orale. Attraverso l’interpretazione di un personaggio narrativo si aiuta il soggetto a colmare le lacune nella cognizione sociale migliorando la consapevolezza sociale, la comunicazione e la percezione. L’efficacia del pacchetto di intervento è stata misurata dal Protocollo di Quiz di Comprensione (CQP) a 10 item, sviluppato da Williamson et al.. Ad ogni fine sessione è stata valutata la comprensione degli eventi chiave di ogni capitolo del testo narrativo, attraverso domande inferenziali volte a formulare conclusioni sugli eventi, sulle motivazioni e sui problemi della storia.
Il Video Self Modeling, invece, è una forma di modellazione che consente all’individuo di eseguire comportamenti specifici osservando sé stesso mentre esegue un comportamento efficace. In questa fase i partecipanti sono stati registrati mentre recitavano gli eventi dall’estratto narrativo che avevano letto. Una volta assegnati i ruoli e i toni da usare, il loro compito era quello di interpretare una prospettiva diversa mentre recitavano i pensieri, le motivazioni, e gli eventi che accadevano ai personaggi della storia. Infine gli organizzatori grafici hanno facilitato la comprensione degli eventi del testo con il completamento di una tabella. 
Il deficit di ToM nei bambini autistici rende difficile comprendere e anticipare i motivi dei personaggi narrativi in una storia. Tuttavia, gli interventi hanno incrementato le abilità di mentalizzazione attraverso il miglioramento delle competenze emotive e l’allenamento di risposte empatiche appropriate (come dimostrato dalle prestazioni del CQP). Pertanto sarebbe utile formare insegnanti, psicologi scolastici, operatori sanitari e genitori a implementare questo pacchetto di interventi per supportare il successo sociale e accademico nella vita adulta di questi bambini.

### Critiche e ulteriori osservazioni
Secondo un modesto corpo di studi, l’affermazione che le persone con autismo mancano di una teoria della mente è empiricamente discutibile.
Gernsbacher M. e Yergeau M. hanno portato alla luce alcune prove empiriche che mettono in evidenza come i deficit della ToM non appartengono esclusivamente ai soggetti con ASD e, anche in tali soggetti, c’è una certa eterogeneità nei livelli di compromissione. Gli autori sottolineano inoltre alcuni errori di replicabilità dei risultati di alcuni studi sulla ToM.
Per quasi due decenni, Simon Baron-Cohen e i suoi colleghi hanno affermato che le scarse prestazioni nei compiti di ToM erano una caratteristica univoca delle persone con autismo. Tale affermazione era basata sulle prestazioni dei bambini autistici nel compito di falsa credenza. Più recentemente, Baron-Cohen ha riconosciuto che una mancanza di ToM potrebbe non essere specifica per le persone con autismo.
Per quasi 30 anni anche altri ricercatori hanno cercato di correggere questa affermazione ed è stato dimostrato che i bambini autistici non sono gli unici a fallire i compiti di falsa credenza; così fanno anche i bambini con impairment linguistico specifico, sindrome di Down, sindrome di Williams e altre patologie. 
Inoltre, ad incidere sulle prestazioni possono essere anche altri fattori: bambini con uno status socioeconomico inferiore piuttosto che superiore, o con meno possibilità di contatto con i familiari, hanno maggiori probabilità di fallire i compiti di falsa credenza, così come i bambini che sono ciechi o sordi/ipoudenti.
La “cecità” mentale non può essere considerata una caratteristica universale dell’autismo, infatti, molti bambini autistici superano compiti di ToM.
Poiché tali compiti di ToM si basano fortemente sul linguaggio parlato e poiché l’autismo, per definizione diagnostica, comporta compromissione della comunicazione, non sorprende che i partecipanti autistici si comportino meno bene dei partecipanti non autistici senza compromissione della comunicazione e che varino nelle loro prestazioni.
Consapevoli della forte dipendenza della maggior parte dei compiti di ToM dal linguaggio, Baron-Cohen, Leslie e Frith progettarono un compito non verbale, consistente nel disporre 4 immagini in un ordine coerente. Successivamente 4 gruppi di ricerca, usando gli stessi stimoli e le stesse procedure, non sono riusciti a replicare i medesimi risultati ottenuti dagli autori. Si ipotizza che forse il fallimento di replica deriva dalle piccole dimensioni del campione. 
Un ulteriore aspetto importante da prendere in considerazione, per una visione più completa della ToM nei bambini con ASD, è la tendenza all’antropomorfismo, cioè ad attribuire stati mentali tipicamente umani a soggetti non umani (es. animali, cartoni animati o addirittura oggetti). È stato dimostrato infatti che, quando si tratta di soggetti non umani, i bambini con ASD, attraverso l’antropomorfismo, mostrano abilità di ToM nella norma, se non addirittura superiori a quelle dei bambini normotipici.
Per comprendere questi meccanismi possiamo basarci sui 3 principi del modello dell’antropomorfismo di Epley:
1. Il primo principio afferma che più un soggetto è motivato alla socializzazione, maggiore sarà la tendenza all’antropomorfizzazione. È stato dimostrato infatti che le persone con maggiori livelli di solitudine tendono maggiormente ad antropomorfizzare animali domestici, robot o addirittura smartphone. I soggetti con ASD, che sono particolarmente vulnerabili alla solitudine (soprattutto in età adulta) potrebbero usare l’antropomorfismo come una specie di sbocco sociale, ottenendo così la gratificazione che non ottengono dalle interazioni sociali, spesso negative.
2. Il secondo principio afferma che gli individui tendono ad antropomorfizzare un'entità non umana per aumentare il senso di efficacia. Tale desiderio di efficacia è maggiore quanto più il comportamento del non umano è imprevedibile. Nei soggetti ASD questo può avvenire quando le proprietà dei soggetti non umani possono essere mappate sugli interessi circoscritti dell’individuo e sono quindi intrinsecamente gratificanti per lo stesso.
3. Infine, nel terzo principio, si suggerisce che l'antropomorfismo sia rafforzato attraverso l'elicitazione della conoscenza dell'agente, che spesso include la percezione di somiglianza tra il sé e l'altro. È stato dimostrato che gli individui con ASD hanno un senso fisico di sé diminuito e sono anche meno sensibili alle irregolarità fisiche degli agenti non umani. Queste caratteristiche potrebbero indurre gli individui con ASD a vedersi in un modo “meno umano" e più antropomorfico (un punto di vista suggerito anche dai resoconti esperienziali dei soggetti). Pertanto, nell'autismo, l'aumento dell'elaborazione sociale di agenti antropomorfi potrebbe essere facilitata da questo senso di somiglianza e dalla percezione del sé come “diverso dall’umano.”

Prendere in considerazione questi aspetti comporta una serie di implicazioni sia teoriche che pratiche.
Da un punto di vista teorico risulta possibile una riconsiderazione della ToM nei soggetti ASD in quanto questa abilità non può essere considerata totalmente assente o deficitaria: gli individui con ASD possiedono, infatti, abilità di mentalizzazione e di comprensione emotiva che possono addirittura superare quelle dei propri coetanei a sviluppo tipico ma le riescono ad utilizzare solo in particolari circostanze, ovvero quando sono socialmente motivati. Da questo punto di vista, la teoria della Motivazione Sociale assume una rilevanza piuttosto notevole nello studio del disturbo. 
Da un punto di vista pratico invece, la ricerca indica che gli attuali interventi di ToM hanno una scarsa applicazione in contesti di vita reale, perciò trovare modi in cui la ToM può essere intrinsecamente gratificante per le persone con ASD (ad esempio attraverso interventi con gli animali e il contatto con la natura) potrebbe essere uno strumento vitale per i ricercatori e per le comunità interessate al trattamento del disturbo. Si stima che almeno 1 bambino su 4 con ASD abbia partecipato ad interventi di Pet Therapy nella propria vita e due terzi dei genitori riferiscono miglioramenti. È stato indicato che il 94% dei bambini con ASD risulta legato ai propri animali domestici e, in particolare, il 26% dei genitori ha riferito che i benefici del contatto con gli animali sui sintomi ha inciso sulla loro decisione di possedere un animale domestico, in particolare i cani.